# دندان‌قروچه
دندان قروچه، ساییدن بیش از حد دندان یا فشردن فک است. این یک فعالیت پیش عملکرد دهانی است؛ یعنی ارتباطی با عملکرد طبیعی مانند غذا خوردن یا صحبت ندارد. دندان قروچه یک رفتار متداول است. گزارش‌های شیوع از ۸٪ تا ۳۱٪ در جمعیت عمومی است. چندین علامت معمولاً با دندان قروچه همراه است، از جمله دندان‌های بیش از حد حساس، درد عضلات فک، سردرد، ساییدگی دندان و آسیب به ترمیم دندان (به عنوان مثال تاج و پرکردن دندان). بدون آگاهی بیمار از وضعیت، علائم ممکن است کم باشد. دندان قروچه اصطلاح فنی برای ساییدن دندان‌های عادی و فشردن فک است. برای بعضی از افراد، گره زدن و سنگ‌زنی پاسخ طبیعی به استرس و ناامیدی است. دندان ساییدن اما معمولاً در هنگام خواب اتفاق می‌افتد، به این معنی که مردم اغلب از این مسئله بی‌اطلاع هستند. نوک تیز دندان‌ها و درد فک از علائم رایج دندان قروچه است. دندان قروچه  سایش (سایش دندان ناشی از تماس دندان با دندان) می‌تواند تظاهر دندان قروچه باشد. دندان قروچه دو نوع اصلی دارد: یکی در هنگام خواب (دندان قروچه شبانه) و دیگری در هنگام بیداری (دندان قروچه بیدار) رخ می‌دهد. آسیب دندانی ممکن است در هر دو نوع مشابه باشد. 

## علایم شایع
انقباض فراوان عضلات در یک طرف صورت و صداهای آزاردهنده دندان قروچه در شب. این صداها ممکن است چنان بلند باشند که دیگران را از خواب بیدار کنند. آسیب به دندان‌ها، لثه و استخوان حمایت‌کننده (در معاینه دندان، واضح است) و سردرد.
چون دندان‌قروچه اغلب در طی خواب رخ می‌دهد، بیشتر افراد متوجه آن نمی‌شوند، اما سردرد مداوم یا آرواره (فک) زخمی نشان دهندهٔ دندان‌قروچه است. افزون بر آن ساییدگی سطح دندان‌ها از علائم دندان‌قروچه است.

## علل
اگر چه دندان‌قروچه می‌تواند در اثر استرس یا اضطراب باشد، ولی بیشتر در هنگام خواب اتفاق می‌افتد و به علت کج بودن دندان، نبودن دندان و دندان اضافی به وجود می‌آید یا آنکه اضطراب و تلاش ناخودآگاه برای تصحیح اشتباه در «گاز زدن» (تماس بین دندان‌های فوقانی و تحتانی در هنگام بسته بودن فک‌ها).
می‌توان به موارد دیگر اشاره کرد، مثلا یکی از دلایل دندان قروچه وجود انگل در دستگاه گوارش است.

## پیشگیری
در صورت امکان از وضعیت‌های استرس‌زا پرهیز کنید.

## عوامل تشدید کننده بیماری
استرس، اضطراب یا الکلیسم

## عوارض احتمالی
دندان‌قروچه نه تنها باعث خرابی و از دست دادن دندان‌ها می‌شود، بلکه باعث کاهش شنوایی، مشکلات فک صورت و مفاصل و عضلات آن و حتی می‌تواند باعث تغییر شکل ظاهری صورت شود. بیمار اگر دچار درد اطراف گوش، گیجی یا صدای زنگ در گوش می‌شود یا اگر دچار درد یا تق‌تق کردن در فک می‌باشد و یا اگر در شب دندان قروچه می‌کند باید به دندانپزشک خود مراجعه کند.
معمولاً با درمان ظرف ۶ ماه قابل علاج است. بدون درمان ممکن است دندان‌ها، استخوان‌ها و لثه در اثر فشار ساییدگی، خورده یا شکسته شوند.

## درمان
معمولاً برای این اختلال، مصرف دارو توصیه نمی‌شود. طی تحقیقات جدید، مشخص شده در صورتی که مشکل دندان قروچه ناشی از استرس و ناراحتی‌های عصبی باشد، مصرف مقطعی داروهایی مثل «گاباپنتین»، «پروپرانولول» و «بوسپیرون» در رفع آن مؤثر است. لازم به توضیح است که مصرف داروهایی چون ونلافاکسین «افکسور»، هالوپریدول «هالدول» و پاروکستین «پاکسیل» علائم بیماری دندان قروچه را تشدید می‌کند.
البته بدیهی است که مصرف دارو باید با تجویز و تحت نظر پزشک صورت گیرد.
شناسایی مشکل به وسیله بیمار و تلاش آگاهانه برای ترک عادت و مراقبت دندانپزشک. دندانپزشک می‌تواند برای پیشگیری از دندان قروچه در هنگام خواب، یک پروتز محافظ شب نیز بسازد و آن را در دهان بیمار کار بگذارد. یک پروتز محافظ شب که دندان‌بان برابر فرهنگستان زبان فارسی هم نامیده می‌شود. شامل اسپلینت‌های متحرکی است که روی دندان‌ها قرار می‌گیرند تا فشار ناصحیح گاز زدن را بردارند. بیمار اگر پروتز محافظ شب خود را گم کند یا بشکند باید به دندانپزشک خود مراجعه کند.
آموزش بازخورد زیستی (فعالیت در زمان ابتلا به این بیماری‌های آرامش‌ دهنده) یا مشاوره برای آموختن روش‌هایی جهت کنار آمدن مؤثرتر با استرس ممکن است مورد نیاز باشد. معمولاً برای این اختلال دارو لازم نیست، اجتناب از الکل و داروها. ممکن است در موارد خاصی، درمان با یک آرام‌ بخش یا خواب‌ آور به مدت کوتاه کمک‌ کننده باشد.

### سایر راه‌هایی که باعث توقف دندان‌قروچه می‌شوند
- از مصرف مواد حاوی کافئین مثل قهوه، کاکائو و نوشابه سیاه خودداری شود یا آن‌ها را کم مصرف کرد.
- هرگز الکل نوشیده‌ نشود، زیرا دندان قروچه را بدتر می‌کند.
- مداد، قلم یا هر وسیله غیر خوراکی، جویده‌‌ نشود. هرگز آدامس جویده‌ نشود، زیرا جویدن آدامس باعث می‌شود عضلات آرواره عادت به تکان خوردن کنند و احتمال بروز دندان‌قروچه زیاد شود.
- دقت شود که دندان‌ها به هم نمالند. برای جلوگیری از این کار می‌توان زبان خود را بین دندان‌ها نگه داشت. به این ترتیب عضلات آرواره استراحت می‌کنند و تکان نمی‌خورند.
- شب‌ها یک پارچه گرم روی گونه‌ها (جلوی لاله گوش) قرار داده‌شود تا عضلات آرواره آرام باشند.

## جلوگیری دندان قروچه کودکان
- استرس کودک را کم کنید، خصوصاً قبل از خواب.
- ماساژ بدن و ورزش‌های کششی را برای آرامش عضلات کودک انجام دهید.
- دقت کنید که کودکتان به مقدار کافی آب بنوشد، زیرا کم‌آبی بدن ممکن است باعث دندان‌قروچه شود.
- اگر کودک شما دندان‌هایش را به هم می‌ساید، او را نزد دندانپزشک ببرید تا از سلامت دندان‌هایش مطمئن شوید.
- معمولاً دندان‌قروچه در کودکان پیش دبستانی نیاز به اقدامی ندارد، ولی کودکان بزرگ‌تر نیاز به روکش موقتی دندان یا محافظ دهان در شب (هنگام خواب) دارند تا از دندان‌قروچه آن‌ها جلوگیری شود.